# Borislav Pelević
Borislav Pelević (szerbül: Борислав Пелевић; 1956. november 22. –2018. október 15) szerb politikus volt. Ő volt a nacionalista Szerb Egység Pártjának (SSJ) az elnöke, mely a szerb politikában marginális jelentőségű volt, míg nem egyesült 2007. decemberben a Szerb Radikális Párttal. 

## Katonai és politikai pályafutása
Pelević az Arkán Tigrisek félkatonai szervezet parancsnoka volt, aki az erduti kiképzőtáborban dolgozott a horvátországi háború alatt. 2002. októberben és decemberben valamint 2004-ben is indult, hogy ő legyen Szerbia elnöke.
2007-ben és 2008-ban, kétszer is bejutott a Szerb Radikális Párt képviselőjeként a Szerb Képviselőházba. Miután a párt vezetőhelyettese, Tomislav Nikolić (aki a párt vezetője, Vojislav Šešelj hiányában egyben a párt parlamenti vezetője is volt), lemondott az SRS-nél és Napred Srbijo! ("Előre, Szerbia!") névvel új parlamenti csoportot alakított, Pelević otthagyta az SRS-t, és Nikolić csoportjához csatlakozott.
Pelević ezen kívül Szerbia és Montenegró kickbox szövetségének az elnöke volt. 

## Halála
Hosszú betegség után 2018. október 25-én hunyt el.